# L'Ametlla de Segarra
L'Ametlla de Segarra és una població integrada al municipi de Montoliu de Segarra a la comarca de la Segarra. El terme que limita amb l'Urgell i la Conca de Barberà té una superfície en conjunt de 29,37 km². Els cultius més estesos són els de cereals, però encara existeixen alguna vinya –en particular una que produeix vi ecològic identificat pel nom antic de la comarca, Comalats-, així com ametllers i oliveres, amb alguns bosquets. Els vents més freqüents són el serè, que procedeix de l'Oest, i la marinada que arriba del Sud. Una carretera local ben conservada comunica la carretera de Cervera a Rocafort de Queralt amb el nucli urbà de l'Ametlla, situat damunt d'un promontori de 704 m d'altura en un territori serrat i boscós.

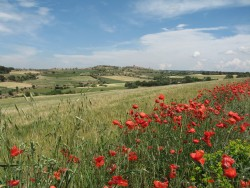
Paisatge amb l'Ametlla al fons

El terme de l'Ametlla de Segarra limita, al nord, amb Montornès i Montoliu; a l'est, amb Cabestany i Albió; al sud, amb Vallfogona de Riucorb; i a l'oest amb Guimerà.
L'Ametlla conserva una rica toponímia de les seves partides de terme amb noms com el Camí de Santa Coloma, els Clapers, el Camí de la Font, el Pla de n'Alòs, els Obacs, el Pla de Sant Pere, els Plans, les Solanes, entre molts d'altres.
A l'Ametlla, hi destaquen quatre edificis: la torre cilíndrica del vell castell, l'església de Sant Pere, Cal Castell i Cal Perelló. La torre és d'uns 13 m d'alçada, 2,50 m de diàmetre interior i uns murs de 2,85 m de gruix. Va ser construïda probablement al segle xi. L'església és un exemplar del romànic rural de la Catalunya interior, senzill i rústic, construïda al segle xii. La casa pairal dels Perelló, finalment, comprada per ells l'any 1530, és un casalot quadrat, situat a la part alta del poble, que compta amb una gran sala noble, construïda l'any 1635, d'elevadíssim sostre i vista privilegiada sobre l'Urgell. Foren barons de Renau.

## Orígens

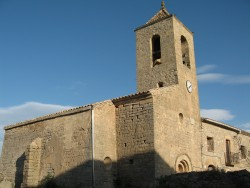
Església de l'Ametlla

Un document de l'any 1077 estableix que el comte Ramon Berenguer I havia donat a Acard Miró, senyor de Tarroja i la seva esposa Magència, el castell de l'Ametlla i aquell any, els seus fills confirmaren l'esmentada donació amb la condició que aquest castell fos acabat de construir. Durant el segle següent, el castell de l'Ametlla continuà en poder del llinatge Tarroja, però l'any 1215 era una possessió d'Arnau de Concabella. En la data esmentada ell i la seva esposa Albespina donaren el castell a la comanda que l'Orde de l'Hospital tenia a Cervera. També en certs segles mantingué vincles amb la comanda de Vallfogona de Riucorb, vila a 1,5 km.
L'Orde militar de l'Hospital promogué l'arribada de nous pobladors a l'Ametlla i aquest és l'origen d'una mica més de vint cases de la localitat. La resta es construirà, bàsicament, durant la segona meitat del segle xix. L'Ametlla al llarg dels segles ha tingut èpoques de prosperitat i ha patit, també, la pobresa derivada de les males collites o dels impostos excessius de monarques absoluts, i el sofriment de la fam i de les malalties com la pesta. La jurisdicció de l'Orde de l'Hospital es manté com a mínim a l'Ametlla fins a 1789 –l'any de la revolució francesa-, data en què el comanador era Nicolau d'Armengol. La família Perelló fou la més important durant els segles xvii, xviii, XIX i la primera meitat del xx ha estat la propietària de Cal Perelló, que passà als Álvarez-Cuevas, descendents dels primers.

## Passat recent

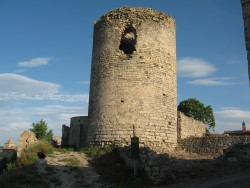
Torre del castell

L'any 1927 hi havia a l'Ametlla un mestre que es deia Pere Cardona i Cardona, de quaranta anys, amb el sou anual de 2.250 pessetes. Aquell any va néixer a Cal Cua de l'Ametlla –construïda a partir de 1889- en Magí Pont Mestres. Educat a ciutat, advocat i professor universitari, el 31 de juliol de 1971 adquiriria, juntament amb la seva esposa Glòria Clemente, del darrer Perelló, Felipe de Álvarez-Cuevas y Aliaga, la casa pairal i totes les finques de la vella heretat que encara tenia la família.
L'any 1936 cinc fills de l'Ametlla nascuts l'any 1915 van ser allistats: Josep Llobet Minguella, Josep Mestres Vidal, Jaume Pont Rosich, Josep Roig Salvadó i Isidre Salvadó Esquè. La guerra civil entre 1936 i 1939 es viu com la tragèdia que va ser a l'escala reduïda d'un poble com l'Ametlla, amb famílies dividides i enemistats antigues transfigurades pel context general del conflicte.
Poc abans del mes d'abril de 1963 part de la paret de la bassa comunal de l'Ametlla va caure. En l'actualitat, al lloc existeix l'anomenada plaça de la Bassa, espai en el qual tenen lloc les activitats de la festa major, durant el segon cap de setmana de setembre. L'any 1967 comencen a l'Ametlla les obres d'abastament d'aigua potable. A les acaballes de 1968, el Ministerio de Información y Turismo instal·la un teleclub a la casa de la vila de l'Ametlla. L'any 1974 arriba el telèfon que serà radicat a Cal Bep, dedicant-se aquesta família a administrar l'única línia disponible com un servei per a tot el poble.
El 13 de maig de 1978 Ramon Parellada Balagueró és nomenat alcalde pedani de l'Ametlla en substitució de Ramon Pont Mestres, qui havia renunciat per motius de treball. A les eleccions municipals de 1991, l'hereu d'aquest antic alcalde pedani, Ramon Pont Guim, veí de l'Ametlla, va ser escollit regidor del municipi de Montoliu, i l'any 2003 va ser-ho el seu germà Jordi Pont Guim. La gestió d'aquests fills de Cal Mariner, entre altres coses, va permetre recuperar pel poble la propietat de la torre del Castell de l'Ametlla, amb paletes llatins i xinesos, així com la rehabilitació completa de la Casa de la Vila, destinada a casal i lloc d'atenció del metge. Res més no han fet d'aleshores ençà.

## Actualitat
La forta emigració que ha patit l'Ametlla ha tingut un resultat contradictori: d'una banda, es poden comptar amb els dits d'una mà les cases obertes tot l'any, però, d'altra banda, els fills i els nets dels antics ciutadans han recuperat les cases, les han rehabilitat amb cura i les han transformat en segones residències. Cal Perelló, avui propietat de David Sandoval, és una casa rural oberta al turisme i l'Ametlla comença el segle XXI amb una força i un vigor que no podia pas preveure's mig segle enrere. També cal destacar com a casa rellevant Cal Castell. D'altra banda, d'altres edificis tenen arcs i voltes medievals, finestres antigues amb pedra picada; per tant, amb restes arquitectòniques molt més antigues que Cal Perelló, la qual es remodelà diverses vegades per part de la família ametllenca Perelló, que tingué palau a Tàrrega, actual seu d'oficina de turisme de la comarca de l'Urgell, entre d'altres serveis. La família Perelló tingué durant cert temps la baronia de Renau. A la plaça de la Bassa, s'hi va col·locar la base d'una creu gòtica, amb fus i braços moderns, que recorda certes característiques de bases de creus de la zona, com la de la Creu de Sant Jordi, de Vallfogona de Riucorb.